# Pentel

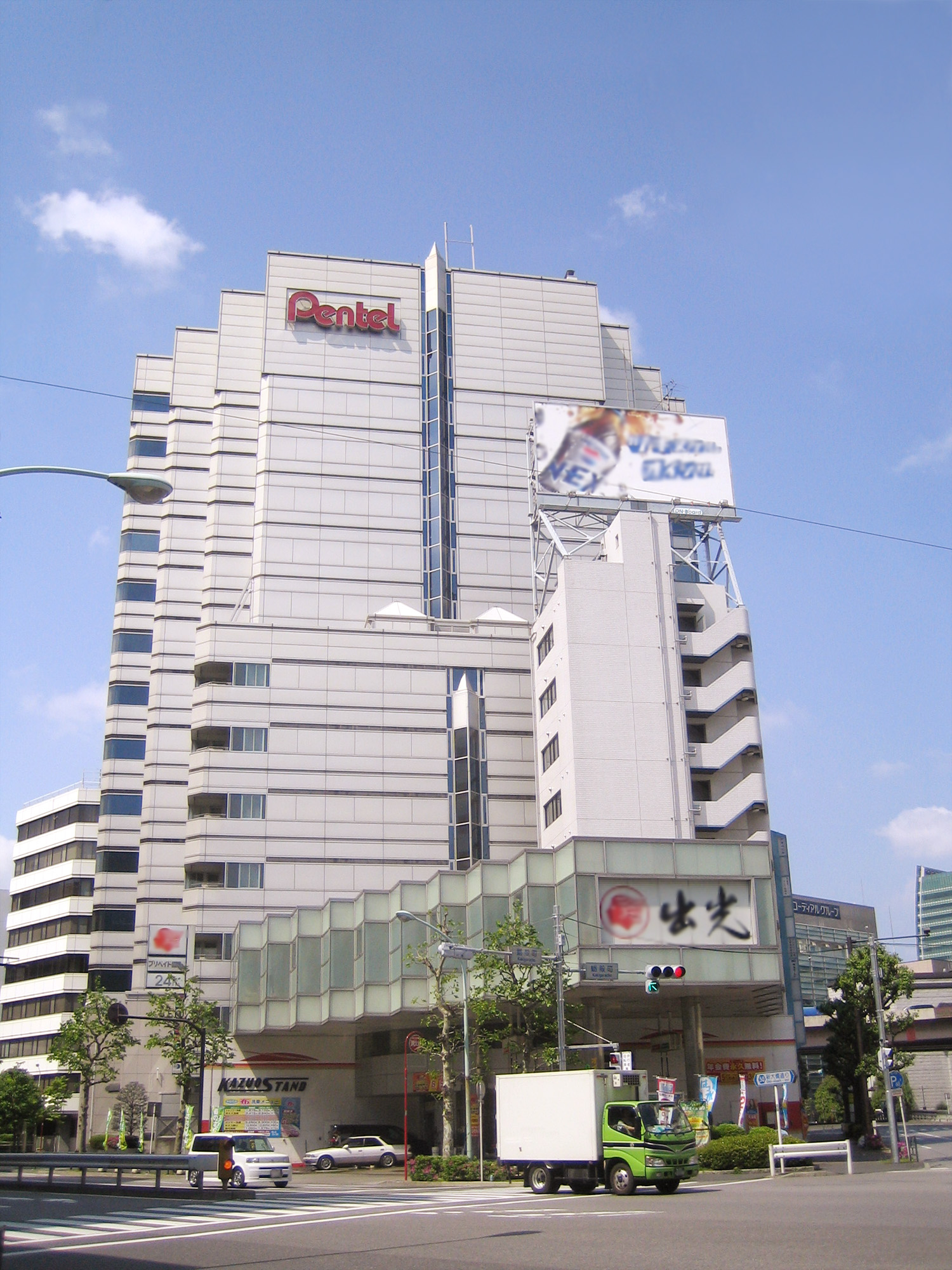
Els gratacels de Pentel, a Toquio.

Pentel Co., Ltd. és una companyia japonesa privada creada en 1946, que produeix articles d'escriptori. Alguns dels seus productes inclouen els portamines, els esborranys, els marcadors, les plomes, el líquid de correcció, retoladors retràctils i les mines del llapis. Pentel és també l'inventor de la tecnologia de la ploma de bola (rollerball). La majoria dels seus productes són manufacturats al Japó, Taiwan i França.

## Productes
Alguns dels seus productes més coneguts són:
- Sèries P200

El portamines de Pentel més conegut, ve en grandàries de 0.5mm, 0.7mm i 0.9mm i es distingeixen pel seu color, P205 (negre/verd), P207 (blava), P209 (groc).
És un dels portamines més usats en dibuix tècnic.
- Graphgear

Ve en dues versions, sent la 500 una més econòmica, ja que no disposa de mànec d'alumini ni punta retràctil encara que manté l'agarre de metall, per açò és molt usada en dibuix.
La versió 1000 conté punta retràctil, mànec d'alumini i un millor agarre, és més pesat i per açò és usat principalment per professionals d'arquitectura i dibuix tècnic. Les dues versions porten grandàries de 0.3mm, 0.5mm, 0.7mm i 0.9mm.
- Rollerball R50

El clàssic llapis de Pentel, data la seua producció des de 1970. Tinta a força d'aigua i un equilibri entre qualitat i preu fan que encara es mantinga vigent.